# San Cristóbal (province)
Pour les articles homonymes, voir San Cristóbal.
San Cristóbal est l'une des provinces de la République dominicaine. Son chef-lieu porte le même nom : San Cristóbal. Elle est limitée à l'ouest par les provinces de Peravia, San José de Ocoa et Monseñor Nouel, au nord par celle de Sánchez Ramírez, à l'est par celles de Monte Plata et de Santo Domingo et au sud par la mer des Caraïbes.